# MetOp-A
MetOP-A ist ein europäischer Wettersatellit mit erdnaher polarer Umlaufbahn der MetOp-Reihe. MetOp wurde vom europäischen Wettersatelliten-Betreiber EUMETSAT und der europäischen Weltraumagentur ESA in Zusammenarbeit mit dem Unternehmen Astrium, der französischen Weltraumagentur CNES und der US-Wetterbehörde NOAA für das EUMETSAT Polar System (EPS) entwickelt.

## Mission
MetOp-A mit einer Startmasse von 4093 kg startete – nach mehreren Startabbrüchen – am 19. Oktober 2006 um 16:28 Uhr UTC in Baikonur. Als Trägerrakete diente die modifizierte Sojus-2-1a/Fregat, die vorher nur einen suborbitalen Teststart zu verzeichnen hatte. Weil MetOp ein wesentlich größeres Volumen besitzt als die zuvor mit der Sojus-Fregat gestarteten Nutzlasten, verwendete die Sojus-2-1a/Fregat zum ersten Mal eine voluminöse ST-Nutzlastverkleidung (weitgehend identisch in Größe und Form mit der Nutzlastverkleidung der Ariane 4).
69 Minuten nach dem erfolgreich verlaufenen Start wurde MetOp-A von der Fregat-Oberstufe ausgesetzt und hat Anfang 2007 den Betrieb aufgenommen. Er umkreist die Erde auf einer sonnensynchronen Umlaufbahn in ca. 820 km Höhe mit einer Bahnneigung von 98,72°.

## Aufbau
Der Satellit besteht aus zwei Modulen: Das Servicemodul (service module) ist für die Energieversorgung, die Lageregelung und die Steuerung (S-Band Übertragung der Telemetrie und Telekommandos) zuständig und wurde von der EADS in Frankreich auf Basis der SPOT-Erdbeobachtungssatelliten entwickelt. Das Nutzlastmodul (payload module) enthält die Instrumente und die Datenübertragung der Nutzlastdaten zum Boden (im Wesentlichen X-Band) und wurde von der EADS in Deutschland (Friedrichshafen) entwickelt.

### Instrumente
Der Satellit beobachtet mit seinen 13 Instrumenten das Wettergeschehen. Einige von ihnen sind baugleich mit Instrumenten des amerikanischen NOAA-18-Wettersatelliten, der eine ähnliche Funktion erfüllt. Zusätzlich liefert MetOp Umweltdaten an die beteiligten Umweltinformationssysteme. Dazu vermisst er hochgenau die Temperatur- und Feuchtigkeitsverteilung, ebenso Spurengase in der Atmosphäre wie Ozon, CO und CO2, Stickoxide, Schwefeldioxid und Methan.
Auf MetOp-A fliegen eine Reihe von Instrumenten, die operationelle Messungen der Atmosphäre sowie Land- und Meeresoberflächen vornehmen.
- IASI – Infrared Atmospheric Sounding Interferometer – Messung von Temperatur der Luft und der Oberfläche der Ozeane, sowie Messung der Luftfeuchtigkeit, Gehalt an Spurengasen
- MHS – Microwave Humidity Sounder – Messung der Luftfeuchtigkeit der Atmosphäre
- GRAS – Global Navigation Satellite System Receiver for Atmospheric Sounding – Messung der Temperatur in der oberen Troposphäre und der Stratosphäre mit hoher vertikaler Auflösung
- ASCAT – Advanced Scatterometer – Messung der Windgeschwindigkeit und Windrichtung über der Meeresoberfläche und von Bodenfeuchte über Land.
- GOME-2 – Global Ozone Monitoring Experiment-2 – Erstellung von Ozonprofilen der Atmosphäre
- AMSU-A1/AMSU-A2 – Advanced Microwave Sounding Units – Messung des Meereises, der Temperatur und der Luftfeuchtigkeit unter allen Wetterbedingungen
- HIRS/4 – High-resolution Infrared Radiation Sounder – Messung der Lufttemperatur und Luftfeuchtigkeit
- AVHRR/3 – Advanced Very High Resolution Radiometer – Bilderstellung im sichtbaren und nahem infraroten Bereich von Wolken und Oberflächen
- A-DCS – Advanced Data Collection System – Sammlung von Daten anderer boden oder seegestützter Beobachtungsstationen
- SEM-2 – Space Environment Monitor – Messung von Plasmaspuren und Strahlungsdaten
- SARP-3 – Search And Rescue Processor
- SARR – Search And Rescue Repeater – Empfang und Weitergabe von Notsignalen